# Pobjeda
 Ovo je glavno značenje pojma Pobjeda. Za druga značenja pogledajte Pobjeda (razdvojba).
Pobjeda je uspjeh, povoljan ishod u ratu. Kasnije je pojam proširen i na druga područja, te pobjeda znači i osvajanje prvog mjesta na nekom natjecanju ili natječaju.

## Pojmovi
Vojna pobjeda može biti:
- Strateška pobjeda (ili strategijska pobjeda)- to je pobjeda koja pobjedniku daje dugotrajnu prevagu i remeti neprijateljevu sposobnost za vođenje rata. Kad povjesničari govore općenito o pobjedi, misle na stratešku pobjedu.[3]
  - Primjer je Prva bitka kod El Alameina - borbe su završene pat pozicijom, ali je zaustavljeno napredovanje Sila osovine prema Aleksandriji.
- Taktička pobjeda - to je pobjeda u kojoj su gubici neprijatelja veći od vlastitih.
  - Primjer je Pomorska bitka u Koraljnom moru - bitka se smatra Japanskom taktičkom pobjedom (imali su manje gubitke), ali Američkom strateškom pobjedom, jer je zaustavljeno Japansko napredovanje prema jugu.[4]
- Odlučujuća pobjeda - to je neosporiva vojna pobjeda koja odlučuje ili značajno utječe na konačni ishod sukoba. Ne poklapa se uvijek s krajem rata.
  - Na primjer, Pomorska bitka kod Midwaya smatra se odlučujućom pobjedom američkih snaga u Ratu na Pacifiku, iako je sam rat završio više od 3 godine kasnije.[5]
- Pirova pobjeda - pobjeda u kojoj pobjednik pretrpi velike gubitke.

  - Primjer, po kome je takva pobjeda dobila naziv, su Pirove bitke u Rimsko-epirskom ratu, kod Herakleje 280. pr. Kr. i kod Askula 279. pr. Kr. u kojima su Pirove snage imale ogromne gubitke.[6]

## Pobjedničko ponašanje
Za pobjedu je karakteristično "pobjedničko ponašanje". Pobjeda se redovito slavi. Prate je snažne emocije, pjevaju se pobjedničke pjesme, izvikuju se bojni pokliči i pokliči podrške vođi i državi. Organiziraju se slavljeničke povorke u kojima se pokazuju trofeji (zarobljeno oružje, odsječene glave ili se vode zarobljenici). U ratu se osvećuje pobijeđenom neprijatelju paljenjem dobara, zarobljavnjem boraca i porobljavanjem stanovništva.

## Obilježavanje pobjede
Primjeri pobjedničkog ponašanja potječu još od davnina. Na primjer, u Rimskoj republici pobjede su slavljene trijumfalnim ceremonijama i slavolucima ili spomenicima kao što su npr. Konstantinov slavoluk i Trajanov stup.
Pobjede se obilježavaju i nakon bitke, na razne načine. Podižu se spomenici istaknutim vojskovođama ili žrtvama rata, memorijalna groblja, bolnice i škole. Države, gradovi, ulice, trgovi itd. dobivaju nazive po osobama ili događajima vezanim uz rat: Bolivija po Simonu Bolivaru, Aleksandrija po Aleksandru Velikom, Slavoluk pobjede u Parizu u čast borcima za Francusku, spomenik u Puli Wilhelmu von Tegetthoffu. Veće pobjede se obilježavaju i proslavom obljetnica. U Hrvatskoj je Dan pobjede državni praznik koji se slavi 5. kolovoza kao spomen na pobjedu u Domovinskom ratu.

## U mitologiji
U mitologiji, pobjeda je podizana na nivo božanstva, pa su se tako javile boginje pobjede Nika u grčkoj i Viktorija u rimskoj mitologiji.
Nika je krilata božica trijumfa i pobjede. Često se u umjetnosti prikazuje kao božica koja vozi bojna kola. Letjela je po bojnim poljima i nagrađivala pobjednike slavom. Prikazivana je i kako kao božica brzine ovjenčava pobjednike u atletskim igrama.
Viktorija je rimska inačica Nike. Bila je važan dio Rimskog društva. U njenu čast podignuti su mnogi hramovi. Generali koji su se iz ratova vraćali kao pobjednici, redovno su joj odavali počast. Viktorija je bila simbol pobjede i odlučivala je tko će biti uspješan u ratu.
Pobjeda dobra nad zlom, svjetla nad tamom itd. su ponavljajuće teme u mitologiji i bajkama. Pobjednik je heroj, često prikazan u borbi prsa u prsa s čudovištem (Sveti Juraj ubija zmaja).

## Druga područja
Pobjeda je pojam koji se, osim u ratu, koristi u čitavom nizu ljudskih aktivnosti. Najčešće se koristi u športu, vrlo slično terminologiji koja se koristi za pobjedu u ratu (strateška pobjeda, odlučujuća pobjeda).
U drugim područjima pod pobjedom se najčešće podrazumijeva osvajanje prvog mjesta ili prve nagrade:
- Pobjeda na političkim izborima;
- Pobjeda na festivalima (glazbenim, filmskim, kazališnim...)
- Pobjeda na natjecanju u znanju (školska natjecanja, kviz...)
- Pobjeda na raznim oblicima natječaja (u gospodarstvu, za dobivanje zaposlenja...) itd.